# Kirill Gerstein

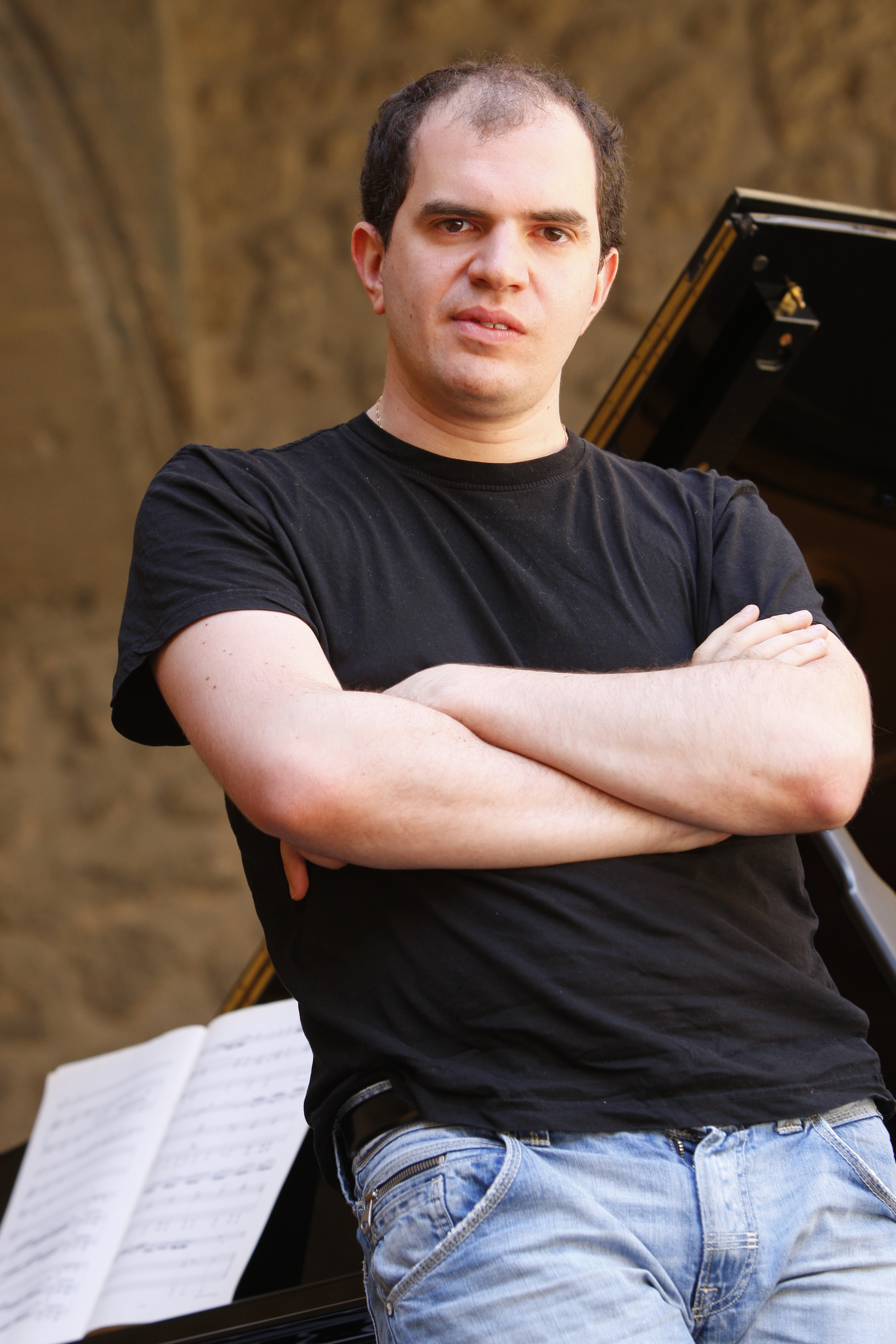
Kirill Gerstein (2009)

Kirill Gerstein (russisch Кирилл Герштейн, * 23. Oktober 1979 in Woronesch) ist ein US-amerikanischer Pianist russischer Herkunft und Hochschullehrer.

## Leben

### Ausbildung
Gerstein stammt aus einer russisch-jüdischen Familie; der Vater ist Mathematiker, die Mutter Musiklehrerin. Von Kindheit an war Gerstein ein musikalischer „Wandler zwischen den Welten“ der Klassik und des Jazz: er besuchte in seiner Heimatstadt Woronesch eine Musikschule mit dem Schwerpunkt klassisches Klavier und beschäftigte sich gleichzeitig intensiv mit den Jazzplatten seiner Eltern. In Polen – während eines Bach-Klavierwettbewerbs, den er 10-jährig gewann – kam Gerstein zum ersten Mal mit live gespieltem Jazz in Kontakt. Im Alter von 12 Jahren lernte er beim Jazz-Festival in Sankt Petersburg Gary Burton kennen. Burton unterstützte den jungen Musiker und verhalf ihm, als jüngstem Schüler aller Zeiten, zu einem Studium am Berklee College of Music in Boston. Gerstein studierte dort drei Jahre Jazz, verlor aber die klassische Musik nicht aus dem Auge. Als ihm klar wurde, dass er dauerhaft nicht beide Musikstile mit der gleichen Intensität studieren konnte, wechselte er kurz vor dem Abschluss an die Manhattan School of Music, um sich ganz der Klassik zuzuwenden. Mit 20 Jahren schloss er sein Studium mit dem akademischen Grad Master ab. Anschließend absolvierte er Meisterkurse bei Dmitri Baschkirow an der Escuela Superior de Música Reina Sofía in Madrid sowie bei Ferenc Rados in Budapest und besuchte 2003 und 2004 die International Piano Academy Lake Como in Italien.

### Karriere
Bereits als Student debütierte Gerstein im September 2000 auf einer der großen europäischen Konzertbühnen mit dem Tonhalle-Orchester Zürich unter David Zinman und dem 1. Klavierkonzert op. 15 in d-Moll von Johannes Brahms. Internationale Bekanntheit erlangte er 2001 durch den Gewinn der Goldmedaille bei der Arthur Rubinstein International Piano Master Competition und im darauffolgenden Jahr durch die Auszeichnung Gilmore Young Artist Award des Irving S. Gilmore International Keyboard Festivals in Kalamazoo.
Gersteins Debütalbum mit Werken von Bach, Beethoven, Skrjabin und Gershwin/Wild wurde 2004 von OehmsClassics veröffentlicht. Nach seinem Wechsel zum Kölner Musiklabel Myrios Classics erschien 2010 eine zweite Aufnahme mit Werken von Schumann, Knussen und Liszt. Die Musikkritiker der New York Times zeichneten den Tonträger als eines der Alben des Jahres 2010 aus. Der US-amerikanische Radiosender NPR Classical wählte die Aufnahme in die The Top 5 Chopin and Schumann Albums of 2010. In einer weiteren Aufnahme aus dem Jahr 2010, Sonaten für Viola & Klavier Vol. 1 mit Tabea Zimmermann, wurden die Einspielungen der „Sonaten von […] Brahms“ als „maßstabsetzend“ gewertet.
2010 erhielt Gerstein den hochdotierten Gilmore Artist Award. In der Laudatio wurde Gersteins „schneller Aufstieg in die Königsklasse der klassischen Musik“ auf seine „meisterhafte Technik, klangliche Differenziertheit und einer musikalischen Neugier“ zurückgeführt, die es ihm ermögliche, ein „Repertoire mehrerer Jahrhunderte und Stile“ zu erschließen. Gerstein habe sich als einer der „spannendsten und vielseitigsten Musiker der Gegenwart“ erwiesen. Gerstein ist der sechste Gewinner des Preises, der nach einer längeren Zeit der Beobachtung der Konzertauftritte vergeben wird. Er setzte das Preisgeld von 300.000 Dollar unter anderem dafür ein, Kompositionsaufträge an Oliver Knussen, Alexander Goehr und genreübergreifend an die Jazz-Musiker Brad Mehldau, Chick Corea und Timothy Andres zu vergeben.
Gerstein tritt gelegentlich mit Jazzstücken auf und ist neben seinem „großen aktiven“ Klassikrepertoire an Solowerken und Klavierkonzerten auch in der Kammermusik zu Hause. Er spielt regelmäßig mit Steven Isserlis, Emmanuel Pahud und als Trio mit Clemens Hagen und Kolja Blacher und musiziert mit dem Hagen und dem Kuss Quartett. Seine vierte Aufnahme mit Werken von Brahms, Schubert und Franck aus 2011 und Tabea Zimmermann an der Bratsche wurde vom Rondo als „Elegant, differenziert“ und „technisch makellos“ bezeichnet.
2016 konzertierte Gerstein erstmals mit den Berliner Philharmonikern, nachdem er in den Jahren zuvor bereits mit den renommierten Orchestern, dem Concertgebouw, den Wiener, den Los Angeles, den New Yorker, den St. Petersburger, den Tschechischen, den Münchner und den Rotterdamer Philharmonikern, dem London und dem Chicago, Boston und dem San Francisco Symphony Orchestra, dem Leipziger Gewandhausorchester sowie den Staatskapellen Dresden und Berlin aufgetreten war. Gerstein gastiert regelmäßig beim Festival d’Aix-en-Provence, dem Lucerne und dem Verbier Festival, dem Jerusalem Chamber Music Festival und bei den Proms in London. Sein Debüt bei den Salzburger Festspielen hatte er 2008.
Für die Aufnahme Tchaikovsky, Prokofiev: Klavierkonzerte mit dem Deutschen Symphonie-Orchester Berlin unter James Gaffigan erhielt Gerstein 2015 den Echo Klassik in der Kategorie Konzerteinspielung des Jahres. Auf dem Tonträger ist erstmals die 1879er Fassung von Tschaikowskis 1. Klavierkonzert zu hören. Gersteins Liszt-Aufnahme der Études d’exécution transcendante wurde von Anthony Tommasini, Musikkritiker der New York Times, unter die fünf The Best Classical Music Recordings of 2016 gewählt. Der US-amerikanische Radiosender WFMT schloss sich dieser Wertung an. Alex Ross, der Musikkritiker der Zeitschrift The New Yorker, zählte die Einspielung zu den Notable Performances and Recordings of 2016.
Seit 2003 besitzt Gerstein neben der russischen auch die US-amerikanische Staatsbürgerschaft. Ab 2007 war er zehn Jahre an der Hochschule für Musik und Darstellende Kunst Stuttgart als Professor tätig, seit 2017 leitet er dort Meisterkurse. Gerstein unterrichtet seit 2014 zusätzlich am Berklee College of Music, am Boston Conservatory und seit 2018 an der Kronberg Academy.
Zum 1. Oktober 2018 wurde Kirill Gerstein zum Professor an der Hochschule für Musik Hanns Eisler Berlin ernannt.
Gerstein lebt in Berlin.

## Diskografie (Auswahl)
- Johann Sebastian Bach: Partita für Klavier Nr. 4 D-Dur BWV 828; Ludwig van Beethoven: Sonate Nr. 5 c-Moll op. 10 Nr. 1; Alexander Skrjabin: 12 Etüden op. 8 und 3 Etüden op. 65; Earl Wild: Gershwin/Wild Virtuoso Etudes Embraceable You und Liza. (OehmsClassics, 2004. Aufnahme vom 9. bis 11. Juli 2003 in München.)
- Robert Schumann: Humoreske op. 20 in B-Dur; Oliver Knussen: Ophelia’s Last Dance; Franz Liszt: Klaviersonate in h-Moll. (Myrios Classics, 2010. Aufnahme im Reitstadel in Neumarkt in der Oberpfalz im Mai 2010.)
- Sonaten für Viola & Klavier Vol. 1 mit Tabea Zimmermann. Rebecca Clarke: Sonate für Violine und Klavier; Henri Vieuxtemps: Violasonate op. 36; Johannes Brahms: Sonate Nr. 2 Es-Dur für Klavier und Klarinette (Viola), op. 120. (Myrios Classics, 2010. Aufnahme im Deutschlandfunk Kammermusiksaal in Köln im März und April 2010.)
- Sonaten für Viola & Klavier Vol. 2 mit Tabea Zimmermann. Johannes Brahms: Sonate Nr. 1 f-Moll für Klavier und Klarinette (Viola), op. 120; Franz Schubert: Sonate für Arpeggione und Klavier D821; Eduard Franck: Violinsonate in A-Dur. (Myrios Classics, 2012.)
- Imaginary Pictures. Modest Mussorgski: Bilder einer Ausstellung und Robert Schumann: Carnaval, op. 9. (Myrios Classics, 2014. Aufnahme im Funkhaus Nalepastraße in Berlin vom 19. bis 23. November 2013.)
- Pjotr Tschaikowski: 1. Klavierkonzert op. 23 in b-Moll in der 1879er Fassung;[26] Sergei Prokofjew: Klavierkonzert Nr. 2 in g-Moll, opus 16 mit dem Deutschen Symphonie-Orchester Berlin unter James Gaffigan. (Myrios Classics, 2015. Aufnahme im Funkhaus Nalepastraße in Berlin vom 23. bis 27. Juni 2014.)
- Franz Liszt: Études d’exécution transcendante. (Myrios Classics, 2016. Aufnahme im Konzertsaal der Siemensvilla vom 12. bis 15. Dezember 2015.)[27]

## Auszeichnungen (Auswahl)
- 2001: Goldmedaille beim Arthur Rubinstein International Piano Master Competition in Tel Aviv[28]
- 2002: Gilmore Young Artist Award[29]
- 2003: 3. Preis beim Kissinger Klavierolymp
- 2010: Avery Fisher Career Grant des Lincoln Center[30]
- 2010: Gilmore Artist Award[29]
- 2015: Echo Klassik in der Kategorie Konzerteinspielung des Jahres für die Aufnahme der 1879er Fassung von Pjotr Tschaikowskis erstem und von Sergei Prokofjews zweitem Klavierkonzert mit dem Deutschen Symphonie-Orchester Berlin unter James Gaffigan[31]